# Jesule
Jesús Barbadilla Cervilla, más conocido como Jesule (Málaga, España, 26 de mayo de 1973), es un futbolista español. Juega como defensa en el Unión Estepona CF. 

## Trayectoria
Formado en la cantera del CD Málaga, con el que llegó a debutar en Segunda División la temporada 1991-92. Tras abandonar el Atlético Malagueño, jugó en varios equipos de Segunda B y Tercera División: CE L'Hospitalet (1994-1996), Polideportivo Ejido (1996-1998), CP Almería (1998-1999) y Xerez CD. Con el club jerezano logró el ascenso a Segunda División en 2001.
Posteriormente fue fichado por el CD Español B, aunque antes de iniciarse la temporada tuvo que irse al Málaga CF. 
Tras jugar dos años en la categoría de plata con los andaluces, el verano de 2003 fichó por el Levante UD, con el que consiguió, en su primer año, el ascenso a Primera División. El paso de los granotes por la máxima categoría solo duró una temporada; Jesule participó en 34 partidos, marcando un gol.
Tras jugar un año en Segunda con el Levante, la temporada 2006-07 se marchó al Málaga CF, que acababa de descender a la categoría de plata. En el equipo malagueño permaneció dos temporadas, y luego pasó por equipos de Segunda B: Mérida UD (2008-2009) y Unión Estepona CF (desde 2009).

## Clubes
| Club              | País   | Año        |
| ----------------- | ------ | ---------- |
| CD Málaga         | España | 1991-1992  |
| CA Malagueño      | España | 1991-1994  |
| CE L'Hospitalet   | España | 1994-1996  |
| Poli Ejido        | España | 1996-1998  |
| CP Almería        | España | 1998-1999  |
| Xerez CD          | España | 1999-2003  |
| Levante UD        | España | 2003-2006  |
| Málaga CF         | España | 2006- 2008 |
| Mérida UD         | España | 2008-2009  |
| Unión Estepona CF | España | 2009-      |

- Datos: Q9011561